# Homesick James

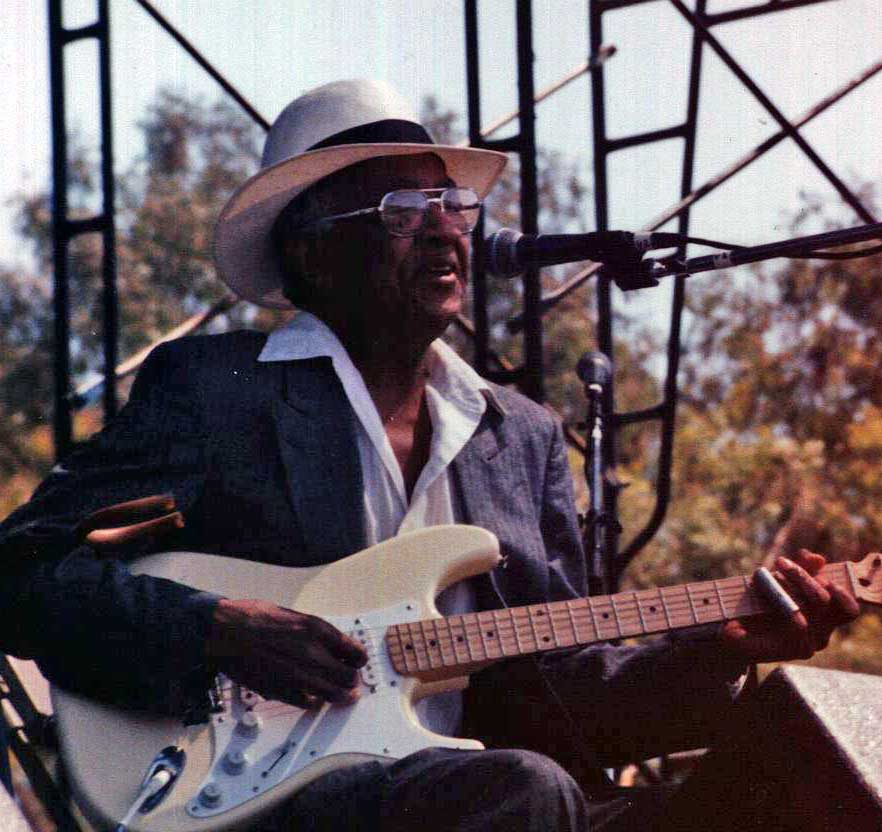
Homesick James beim Long Beach Blues Festival 1994

Homesick James, eigentlich James A. Williamson (* 30. April 1910 in Somerville, Tennessee; † 13. Dezember 2006 in Springfield (Missouri)) war ein US-amerikanischer Blues-Musiker.
Bereits im Kindesalter begann er Gitarre zu spielen und entwickelte seinen Stil in den weit verbreiteten, kleinen, armseligen Lokalen für die Schwarzen des Südens, in denen er seit seinem 14. Lebensjahr auftrat. In den folgenden Jahren spielte er u. a. mit Sleepy John Estes, Sonny Boy Williamson II., Snooky Pryor, Muddy Waters, Honeyboy Edwards, Blind Boy Fuller (der für Homesick zum „Mentor“ und wichtigen Förderer wurde). Auch mit Robert Johnson trat er auf, ebenso wie mit Son House, für den er große Verehrung empfand.
In seiner eigenen Band, den „Dusters“, die er in den 1930er Jahren führte, spielte unter anderem Albert King eine Zeitlang Schlagzeug. Gegen Ende des Jahrzehnts begann Homesick James seine Karriere im Studio und nahm erste Platten für RCA und Vocalion auf. In den 1940er Jahren zog er nach Memphis (Tennessee), wo er regelmäßig mit Big Walter Horton auftrat, einem der bedeutendsten Harmonikaspieler des Blues überhaupt. Anfang der 1950er Jahre zog er weiter nach Norden und ließ sich in Chicago nieder.
Hier wurde er zu einem festen Bestandteil der Blues-Szene und prägte den damaligen Sound der Maxwell Street entscheidend mit. Er trat mit Memphis Minnie (Homesicks langjähriger Freundin), Big Bill Broonzy, Lonnie Johnson, Tampa Red, Yank Rachell, Robert Lockwood Jr., Junior Wells, Sunnyland Slim, Little Walter und Elmore James auf. Zwischen ihm und Elmore James, den Homesick Jahrzehnte als seinen Cousin bezeichnete, entwickelte sich eine besonders enge Freundschaft. Homesick soll Elmore dessen erste Gitarre geschenkt haben und er hat ihm das Slide-Spiel beigebracht. Er spielte in Elmores Band von 1955 bis zum Tod von Elmore James 1963 und wirkte an zahlreichen Elmore-James-Hits wie etwa The Sky Is Crying, Dust My Broom oder Roll and Tumble mit. Elmore James verstarb 1963 in Anwesenheit von Homesick in dessen Wohnung in Chicago.
Nach dem Tod von Elmore James arbeitete Homesick hauptsächlich unter eigenem Namen und nahm zahlreiche Alben für Delmark, Prestige/Fantasy, Bluesville, Appaloosa, Stanhope, Trix, Black and Blue, Earwig und Icehouse auf. Er trat bei praktisch allen größeren Blues-Festivals auf und war alljährlich Gast der wohl bedeutendsten Blues-Festivals überhaupt (Chicago Blues Festival, San Francisco Blues Festival und dem St. Louis Blues Festival).
Das Living Blues Magazine sah in ihm „eine der wunderbarsten Erscheinungen des Blues überhaupt“; das Musik-Magazin Option stellte fest, ihn zu hören sei „ebenso fesselnd wie Aufnahmen von Robert Johnson zum ersten Mal zu entdecken“ und weiter, es sei „als fände man die Wurzeln aller Blues-Gitarristen, gebündelt in einer einzigen Quelle“. Der Chicago Reader attestierte Homesick, dass er „Jähzorn zu einer Kunstform erhoben hat. Er wirft Schnipsel von Blues-Standards aus jüngster Zeit ebenso wie aus den Anfängen des Blues zusammen, zieht und reißt die Saiten seiner Gitarre mit anarchischer Wildheit, um im nächsten Moment in einen weichen Slide-Lauf zu wechseln. Seinen expressiven Gesang durchsetzt er mit Anekdoten und Aphorismen aus seinem langen Leben als ständiger Reisender.“
Williamson nahm im Jahr 2004 seine letzte Platte auf. Homesick James starb am 13. Dezember 2006 und ist in Covington, Tennessee, begraben.

## Diskographie
- „Stones In My Passway“ auf „Blues On the South Side“, Prestige OBCCD-529-2, 1990 (recorded 1964);
- „Crossroads“ auf „My Home Ain’t Here“, Fedora FCD-5023, 2004 (recorded 2004).